# Sitticus zaisanicus
Sitticus zaisanicus är en spindelart som beskrevs av Dmitri Viktorovich Logunov 1998. Sitticus zaisanicus ingår i släktet Sitticus och familjen hoppspindlar. Inga underarter finns listade i Catalogue of Life.